# Touques (Calvados)
Touques is een gemeente in het Franse departement Calvados (regio Normandië). De plaats maakt deel uit van het arrondissement Lisieux. Touques telde op 1 januari 2022 3.857 inwoners.

## Geografie
De oppervlakte van Touques bedroeg op 1 januari 2022 8,13 vierkante kilometer; de bevolkingsdichtheid was toen 474,4 inwoners per km².
De onderstaande kaart toont de ligging van Touques met de belangrijkste infrastructuur en aangrenzende gemeenten.

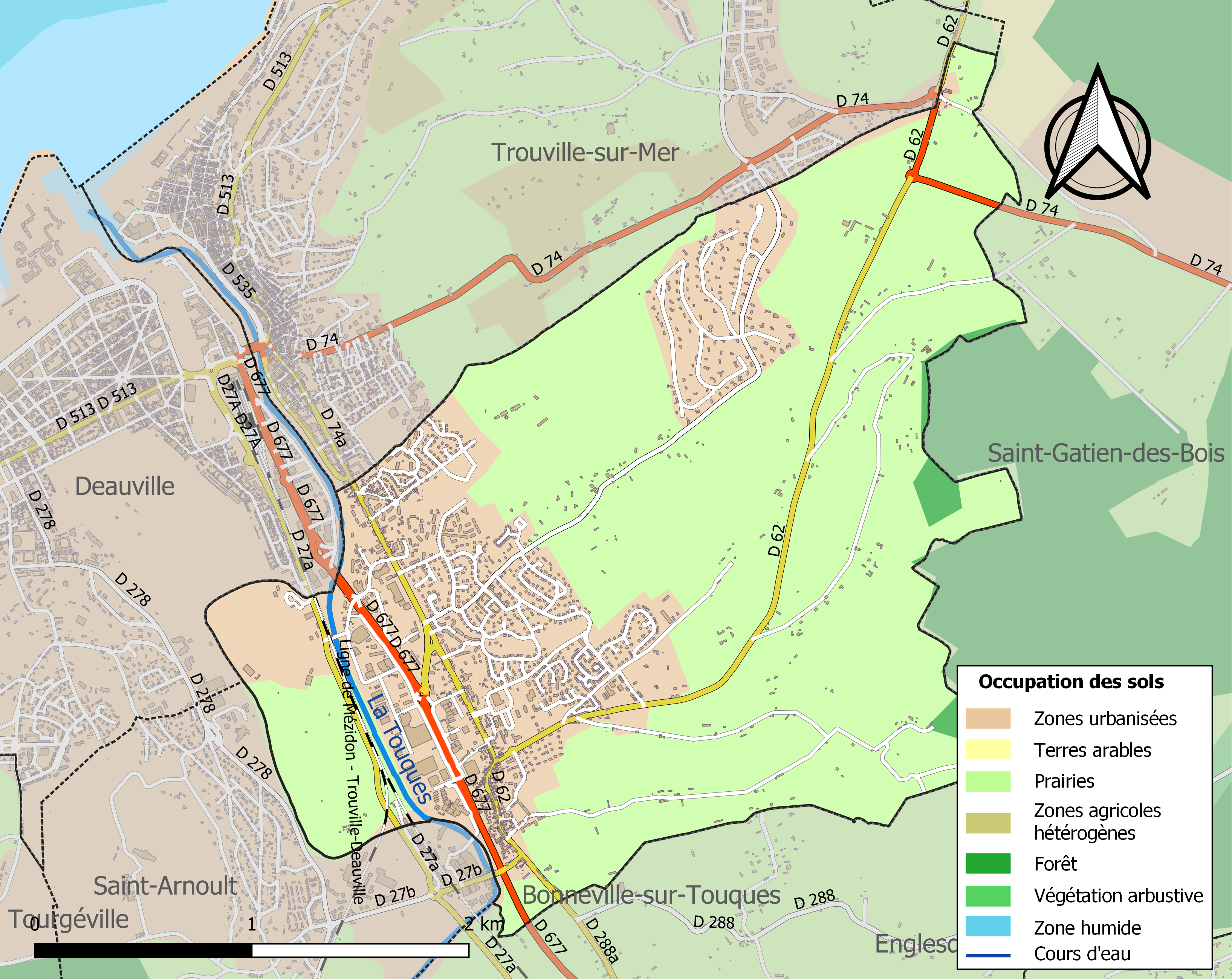

## Demografie
Onderstaande figuur toont het verloop van het inwonertal (bron: INSEE-tellingen).
Vanwege een beveiligingsprobleem met de MediaWiki Graph-software is het momenteel niet mogelijk deze grafiek weer te geven. Zodra de software is bijgewerkt zal de grafiek vanzelf weer zichtbaar worden.